# 塔拉奈河
塔拉奈河（俄语：Река Таранай）或多蘭内川（日语：／）是萨哈林州阿尼瓦区的河流，源起南卡梅绍维山脉苏呼米山，长57公里，流域面积291平方公里，注入阿尼瓦湾，下游宽23米，深1米。